# The John Denver Show
The John Denver Show var ett brittiskt TV-program som gick under 1973. Programmet, som var väldigt kortlivat, visades i Storbritannien under 1973 och i USA under 1974. Det var ett musikprogram som bland andra Roger Daltrey, Donovan och David Essex gästade. Programledare var John Denver.